# Hugh Matheson (empresario)

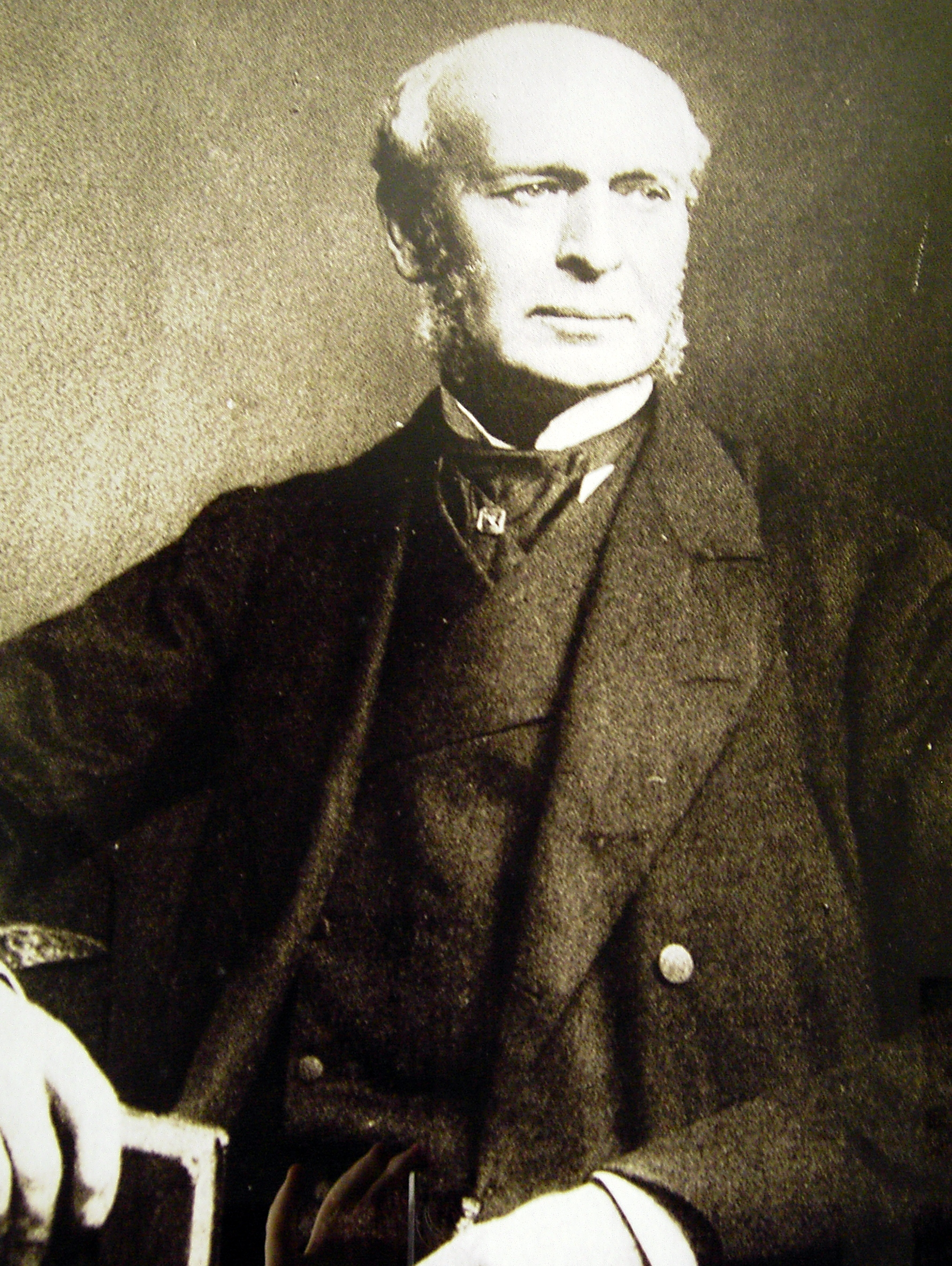
Hugh Matheson.

Hugh Matheson (Edimburgo, 23 de abril de 1821-Hampstead, 8 de febrero de 1898) fue un empresario e industrial británico. Fue socio principal de Matheson & Company y fundador de la Rio Tinto Company Limited.

## Biografía
Hugh Mackay Matheson nació en Edimburgo en 1821. Fue el segundo hijo de Duncan Matheson, abogado y ayudante del sheriff de Edimburgo. Educado en la Royal High School, Matheson realizó posteriormente un aprendizaje comercial de siete años en la firma James Ewing & Co. de Glasgow. Durante su estancia en Glasgow, Matheson fue un activo miembro de la Iglesia de Escocia. Desempeñó un papel importante en el desarrollo de las primeras relaciones comerciales con el Japón de la era Meiji.
En 1843, Matheson rechazó una oferta de su tío James Matheson para unirse a la compañía Jardine Matheson en Hong Kong debido a los amplios vínculos de la empresa con el comercio de opio en China. No obstante, aceptó un nuevo puesto de agente corresponsal con sede en Londres, al servicio de los intereses de la firma, trabajando en Magniac-Jardine and Company para gestionar y negociar la venta de té, seda y otros productos básicos enviados a Inglaterra desde el Lejano Oriente. En 1845, Matheson emprendió un viaje de 18 meses a India y China para conocer mejor las oportunidades comerciales de esos países.
En febrero de 1873, tras obtener un acuerdo del gobierno español para la venta de las minas de Riotinto en Huelva (España), Matheson formó un consorcio financiero para adquirir la cuenca minera. El consorcio estaba compuesto por Matheson and Company (24%), Deutsche Bank (56%) y la constructora ferroviaria Clark, Punchard (20%). De esta asociación nació la Rio Tinto Company Limited. Matheson fue el primer presidente de la compañía. Bajo la dirección de Matheson, Riotinto se convirtió en el mayor productor de cobre del mundo.